# Deutsche Baseball Liga
Die Deutsche Baseball Liga (bis 2023 Baseball-Bundesliga) ist die höchste deutsche Spielklasse im Baseball, in der jährlich der Deutsche Baseball-Meister ausgespielt wird. Die Liga ist in die Bundesliga Nord und Süd mit einer Zielstärke von jeweils acht Mannschaften unterteilt (zurzeit fünf (Nordstaffel) bzw. sechs (Südstaffel)). Seit Mitte der 2010er Jahre ist die Liga von der Sollstärke von 16 immer weiter geschrumpft.
Erfolgreichster Teilnehmer sind die Mannheim Tornados mit 10 gewonnenen Meisterschaften.

## Modus
Der Spielmodus der Baseball-Bundesliga sieht eine Zweiteilung der Saison vor: die reguläre Saison und die Postseason, in der die Teams nach ihren Platzierungen in der regulären Saison auf die Play-offs und die Play-downs aufgeteilt werden. Zeitlich fällt dabei die reguläre Saison ins Frühjahr (März/April bis Juni/Juli), die Postseason in die zweite Jahreshälfte.
Grob erfolgt eine Aufteilung der Mannschaften auf die Staffeln nach  den Landesverbänden: Berlin/Brandenburg, Hamburg, Mitteldeutschland, Niedersachsen, Nordrhein-Westfalen und Schleswig-Holstein sind dabei der Bundesliga Nord zugeordnet, die Bundesliga Süd umfasst die Landesverbände Baden-Württemberg, Bayern, Hessen und Südwesten. Geschichtlich kam es hier schon zu Verschiebungen, sodass beispielsweise die beiden Kölner Vereine Cardinals und Dodgers schon sowohl in der Bundesliga Nord als auch der Bundesliga Süd spielten, zuletzt wechselten zur Saison 2025 die hessischen Hünstetten STORM von der Süd- in die Nordstaffel, nachdem diese ansonsten auf vier Teilnehmer geschrumpft wäre.

### Reguläre Saison
Die 1. Bundesliga ist in die Staffel Nord und Süd mit einer Sollstärke von jeweils acht Mannschaften unterteilt.
Diese spielen grds. in einer Hin- und Rückrunde gegeneinander, aufgrund der erheblichen Unterschreitung der Sollstärke wird 2025 jedoch eine Dreifachrunde (ein Heimspiel und zwei Auswärtsspiele bzw. umgekehrt). Wie beim Baseball üblich wird bei einem Unentschieden nach der regulären Inningzahl der Sieger in Extra-Innings ermittelt. Außerdem gilt eine Mercy Rule, bei der das Spiel vorzeitig endet, wenn zwei Innings vor Ende der angesetzten Inningzahl eine Mannschaft mit zehn Punkten oder mehr führt.

Die vier bestplatzierten Mannschaften jeder Gruppe der 1. Bundesliga spielen in Play-offs um die deutsche Meisterschaft, während die übrigen Mannschaften jeder Gruppe in den Play-downs mögliche Absteiger ermitteln. Aufgrund des erheblichen Unterschreitens der Sollstärke sind die Plydowns und der Abstieg aktuelle (2025) ausgesetzt.

### Play-offs
Nach der Interleague-Runde wird die Setzliste für die Playoffs bestimmt, es spielen die ersten vier einer Staffel überkreuz mit den ersten vier der anderen Staffel.
Alle Begegnungen werden als Best-of-Five ausgespielt. Das Finale wird in einzelnen Spielen gespielt, während Viertel- und Halbfinale als Doubleheader an zwei Wochenenden (jeweils samstags) ausgetragen werden. Ein eventuell notwendiges Spiel 5 des Viertel- oder Halbfinales wird am Sonntag desselben Wochenendes ausgetragen.

Die Spielansetzungen in den Viertel- und Halbfinalpartien sind so gestaltet, dass die in der Tabelle besser platzierte Mannschaft die beiden ersten Spiele der Serie Heimrecht hat und für alle potentiell entscheidenden Spiele 3 bis 5 auswärts spielt; das Spiel 5 wird im Ballpark der schlechter platzierten Mannschaft ausgetragen, jedoch hat das Auswärtsteam das Nachschlagsrecht, das sonst der Heimmannschaft zusteht.
Im Finale hat zunächst die in der regulären Saison besser platzierte Mannschaft Heimrecht für die Spiele 1 und 2, die Serie wechselt dann für die Spiele 3, 4 und 5 zum schlechter platzierten Team. Beim evtl. notwendigen Spiel 5 hat das besser platzierte Team Heimrecht, schlägt also nach.

### Play-downs
Die Play-downs werden zwischen den nicht für die Play-offs qualifizieren Mannschaften nach Nord und Süd getrennt ausgetragen. Bei vier Mannschaften spielen der Fünft- gegen den Achtplatzierten und der Sechst- gegen den Siebtplatzierten jeweils eine Best-of-Five-Serie aus, worauf die jeweiligen Verlierer in einer weiteren Best-of-Five-Serie den Absteiger ermitteln. Bei drei Mannschaften spielt jede Mannschaft zwei Heim- und zwei Auswärtsspiele gegen die beiden anderen Mannschaften. Der Letztplatzierte dieser Runde steigt ab.
Vor 2013 wurden die Play-downs in den zwei Play-down-Gruppen Nord und Süd ausgetragen, in denen die vier Mannschaften wie in der regulären Saison jeweils in einer Hin- und Rückrunde in Doubleheadern gegeneinander spielten. Die Siege und Niederlagen aus der Abschlusstabelle der regulären Saison wurden dabei übernommen. Für die beiden Erstplatzierten dieser Runde war die Saison mit dem Klassenerhalt abgeschlossen; der Letzte der Tabelle war der direkte Absteiger in die entsprechende Gruppe der zweiten Bundesliga und wurde durch den Meister dieser Gruppe als Aufsteiger ersetzt. Der Vorletzte der Endabrechnung musste gegen den Tabellenzweiten der entsprechenden Gruppe der 2. Bundesliga in einer Best-of-Three-Serie um den letzten Startplatz für die 1. Bundesliga der nächsten Saison spielen. Dabei trat er im ersten Spiel auswärts an, im zweiten und einem eventuellen dritten Spiel hatte er Heimrecht.

## Geschichte
In der zweiten Hälfte der 1960er Jahre gab es bereits eine Baseball-Bundesliga, deren Spielbetrieb nach der Saison 1970 nach sechs Jahren mangels Mannschaften eingestellt wurde.
Die Baseball-Bundesliga stellt seit 1984 die höchste Spielklasse im deutschen Baseball dar und wird seit ihrer Gründung mit Ausnahme der Jahre 1985 bis 1989 in den zwei Staffeln Nord und Süd ausgespielt.
Die Cologne Cardinals sind das einzige Gründungsmitglied, was 2025 nach zwei zwischenzeitlichen Abstiegen in der Bundesliga vertreten ist, 2023 stiegen die Mannheim Tornados als letztes Gründungs-Team, erstmals ab.
Zur Saison 2025 wurde die Baseball-Bundesliga in Deutsche Baseball Liga (DBL) umbenannt.
| Jahr | Deutscher Meister      | Meister Südstaffel                     | Meister Nordstaffel                    |
| ---- | ---------------------- | -------------------------------------- | -------------------------------------- |
| 1984 | Mannheim Tornados      | Mannheim Tornados                      | Cologne Dodgers                        |
| 1985 | Mannheim Tornados      | als eingleisige Bundesliga ausgespielt | als eingleisige Bundesliga ausgespielt |
| 1986 | Mannheim Tornados      | als eingleisige Bundesliga ausgespielt | als eingleisige Bundesliga ausgespielt |
| 1987 | Mannheim Tornados      | als eingleisige Bundesliga ausgespielt | als eingleisige Bundesliga ausgespielt |
| 1988 | Mannheim Tornados      | als eingleisige Bundesliga ausgespielt | als eingleisige Bundesliga ausgespielt |
| 1989 | Mannheim Tornados      | als eingleisige Bundesliga ausgespielt | als eingleisige Bundesliga ausgespielt |
| 1990 | Cologne Cardinals      | Mannheim Tornados                      | Berlin Challengers                     |
| 1991 | Mannheim Tornados      | Mannheim Tornados                      | Berlin Challengers                     |
| 1992 | Mannheim Amigos        | Mannheim Tornados                      | Cologne Cardinals                      |
| 1993 | Mannheim Tornados      | Mannheim Amigos                        | Lokstedt Stealers                      |
| 1994 | Mannheim Tornados      | Mannheim Amigos                        | Lokstedt Stealers                      |
| 1995 | Trier Cardinals        | Trier Cardinals                        | Lokstedt Stealers                      |
| 1996 | Trier Cardinals        | Trier Cardinals                        | Lokstedt Stealers                      |
| 1997 | Mannheim Tornados      | Mannheim Tornados                      | Bonn Capitals                          |
| 1998 | Cologne Dodgers        | Mannheim Tornados                      | Cologne Dodgers                        |
| 1999 | Paderborn Untouchables | Mainz Athletics                        | Paderborn Untouchables                 |
| 2000 | Lokstedt Stealers      | Mainz Athletics                        | Cologne Dodgers                        |
| 2001 | Paderborn Untouchables | Mannheim Tornados                      | Cologne Dodgers                        |
| 2002 | Paderborn Untouchables | Regensburg Legionäre                   | Paderborn Untouchables                 |
| 2003 | Paderborn Untouchables | Mannheim Tornados                      | Paderborn Untouchables                 |
| 2004 | Paderborn Untouchables | Mainz Athletics                        | Paderborn Untouchables                 |
| 2005 | Paderborn Untouchables | Regensburg Legionäre                   | Paderborn Untouchables                 |
| 2006 | Solingen Alligators    | Regensburg Legionäre                   | Solingen Alligators                    |
| 2007 | Mainz Athletics        | Regensburg Legionäre                   | Solingen Alligators                    |
| 2008 | Buchbinder Legionäre   | Heidenheim Heideköpfe                  | Solingen Alligators                    |
| 2009 | Heidenheim Heideköpfe  | Buchbinder Legionäre                   | Solingen Alligators                    |
| 2010 | Buchbinder Legionäre   | Buchbinder Legionäre                   | Solingen Alligators                    |
| 2011 | Buchbinder Legionäre   | Buchbinder Legionäre                   | Paderborn Untouchables                 |
| 2012 | Buchbinder Legionäre   | Buchbinder Legionäre                   | Paderborn Untouchables                 |
| 2013 | Buchbinder Legionäre   | Buchbinder Legionäre                   | Solingen Alligators                    |
| 2014 | Solingen Alligators    | Heidenheim Heideköpfe                  | Solingen Alligators                    |
| 2015 | Heidenheim Heideköpfe  | Buchbinder Legionäre                   | Bonn Capitals                          |
| 2016 | Mainz Athletics        | Mainz Athletics                        | Bonn Capitals                          |
| 2017 | Heidenheim Heideköpfe  | Heidenheim Heideköpfe                  | Bonn Capitals                          |
| 2018 | Bonn Capitals          | Heidenheim Heideköpfe                  | Bonn Capitals                          |
| 2019 | Heidenheim Heideköpfe  | Mainz Athletics                        | Solingen Alligators                    |
| 2020 | Heidenheim Heideköpfe  | Buchbinder Legionäre                   | Bonn Capitals                          |
| 2021 | Heidenheim Heideköpfe  | Heidenheim Heideköpfe                  | Bonn Capitals                          |
| 2022 | Bonn Capitals          | Buchbinder Legionäre                   | Bonn Capitals                          |
| 2023 | Heidenheim Heideköpfe  | Heidenheim Heideköpfe                  | Bonn Capitals                          |
| 2024 | Bonn Capitals          | Regensburg Legionäre                   | Bonn Capitals                          |
| 2025 |                        | Regensburg Legionäre                   | Bonn Capitals                          |

## Siegerliste

Logo des Rekordmeisters Mannheim Tornados

Die Siegerliste der Baseball-Bundesliga listet alle Vereine auf, die mindestens einmal entweder die Nord- bzw. Südstaffel oder die deutsche Meisterschaft seit Bestehen der Baseball-Bundesliga gewinnen konnten.
- Verein: Name des entsprechenden Vereins
- # Saisons: Anzahl der Spielzeiten, die der Verein in der 1. Baseball-Bundesliga spielte
- # Deutscher Meister: Anzahl der Deutschen Meisterschaften
- # Sieger Nord: Anzahl der Siege der regulären Saison der Bundesliga Nord
- # Sieger Süd: Anzahl der Siege der regulären Saison der Bundesliga Süd

| Verein                                              | # Saisons | # Deutscher Meister | # Sieger Nord | # Sieger Süd |
| --------------------------------------------------- | --------- | ------------------- | ------------- | ------------ |
| Mannheim Tornados                                   | 40        | 10                  |               | 12           |
| Heidenheim Heideköpfe                               | 25        | 7                   |               | 6            |
| Paderborn Untouchables                              | 29        | 6                   | 7             |              |
| Regensburg Legionäre                                | 30        | 5                   |               | 13           |
| Bonn Capitals                                       | 29        | 3                   | 11            |              |
| Solingen Alligators                                 | 19        | 2                   | 8             |              |
| Mainz Athletics                                     | 33        | 2                   |               | 5            |
| Trier Cardinals                                     | 5         | 2                   |               | 2            |
| HSV Stealers / Lokstedt Stealers / Hamburg Stealers | 33        | 1                   | 4             |              |
| Cologne Dodgers                                     | 17        | 1                   | 4             |              |
| Cologne Cardinals                                   | 35        | 1                   | 1             |              |
| Mannheim Amigos                                     | 10        | 1                   |               | 2            |
| Berlin Challengers                                  | 10        |                     | 2             |              |

Stand Ende Saison 2024

## Überblick über Saison-Teilnahmen
Stand: bis einschließlich Saison 2024, Teams mit mindestens fünf Spielzeiten 
Bemerkung:
- 1984 spielten die Mannheim Tornados mit zwei Mannschaften in der Staffel Süd.
- 1988 wurden die Mannheim Amigos disqualifiziert.

Auf vier Jahre Teilnahme in der Bundesliga kommen:
- in der Bundesliga Nord: Strausberg Sun Warriors (1999–2002), Neunkirchen Nightmares (2005–2008)
- in der Bundesliga Süd: Friedberg Braves (1997–2000), Fürth Pirates (2003–2006)

Drei Jahre vertreten waren:
- Bundesliga Nord: Holzwickede Joboxers (1993, 2000, 2005), Bremen Dockers (1999, 2018, 2019)
- Bundesliga Süd: Ansbach Red Sox (1990–1992), Darmstadt Rockets (1991–1993), Grünwald Jesters (1998–2000)

Mit zwei Jahren Zugehörigkeit sind notiert:
- in der Bundesliga Süd und der eingleisigen Bundesliga: Filderstadt Flyers (1984–1985)
- in der eingleisigen Bundesliga: Düsseldorf Diamonds (1987–1988)
- in der Bundesliga Nord: Halle United Rangers (1990–1991), Krefeld Bobbins (1990–1991), Ratingen Goose Necks (1998–1999), Bennigsen Beavers (2004, 2005)
- in der Bundesliga Süd: Neuenburg Atomics (2008, 2010), Kapellen Turtles, Leonberg Lobsters (jeweils 1994–1995), Herrenberg Wanderers (2002, 2004), Hünstetten Storm (seit 2023)

Folgende Vereine spielten ein Jahr in der Bundesliga:
- eingleisige Phase: Mannheim Elite Giants (1985), Wiesbaden Flyers (1985)
- in der Bundesliga Nord: Hamburg Skeezicks (1993), Stade Mustangs (1994), Berlin Bats (1996), Wuppertal Stingrays (2006), Wesseling Vermins (2019)
- in der Bundesliga Süd: München Tigers (1984), Karlsruhe Cougars (1993), Ingolstadt Schanzer (1998)

Außer Konkurrenz traten bislang die Heidelberg Lions (1986 und 1987) sowie im Jahr 1984 die Teams der Bonn Crusaders, Düsseldorf AIS und Geilenkirchen Panthers an.

fett: Vereine die aktuell in der 1. Baseball-Bundesliga spielen.